# Tomasz Jodłowiec
Tomasz Jodłowiec (pronunție în poloneză [ˈtɔmaʂ jɔdˈwɔvjɛts];n. 8 septembrie 1985 în Żywiec) este un fotbalist profesionist polonez  care joacă pe postul de fundaș central pentru clubul din Ekstraklasa Legia Varșovia și pentru Echipa națională de fotbal a Poloniei.

## Cariera

### Club
Jodłowiec a debutat în Ekstraklasa în iulie 2006 pentru Dyskobolia Grodzisk Wielkopolski. În 2008 s-a mutat în capitala Poloniei după ce Dyskobolia a fuzionat cu Polonia Varșovia. Jodłowiec a fost monitorizat îndeaproape de către clubul de Serie A Napoli FC în ianuarie 2009, dar a refuzat un transfer din motive familiale. În 2012 ajunge la Śląsk Wrocław, unde marchează trei goluri în cincisprezece meciuri. Pe 19 februarie 2013, Tomasz a semnat un contract pe 3 ani cu Legia Varșovia.

### Internațional

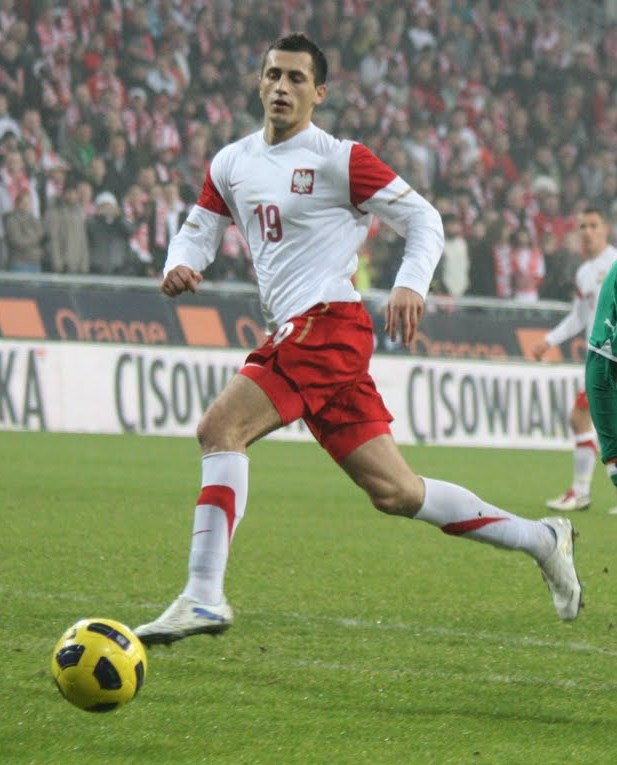
Jodłowiec jucând pentru Polonia (2010)

El a debutat pentru Polonia pe data de 11 octombrie 2008, înlocuind-ul pe Rafal Murawski în meciul de calificare la Campionatul Mondial din 2010 împotriva Republicii Cehe. Pe 14 decembrie a jucat primul său meci ca integralist împotriva Serbiei. Jodłowiec a marcat un autogol în timpul unui amical internațional cu Franța pe 9 iunie 2011. Pe 30 octombrie 2013 a fost convocat pentru meciurile amicale cu Slovacia și Irlanda. Pe 17 noiembrie 2015 a marcat primul său gol la națională, în minutul al doisprezecelea într-un amical cu Cehia, care s-a încheiat cu scorul de 3-1.
A fost convocat de selecționerul Poloniei, Adam Nawałka, la Campionatul European de Fotbal din 2016.

## Titluri
- Ekstraklasa 2012-2013, 2013-2014, 2015-2016
- Cupa Poloniei: 2006-2007, 2012-2013, 2014-2015, 2015-2016